# Осипчук, Ольга Степановна
Ольга Степановна Осипчук, в девичестве — Бондарь (род. 1928) — колхозница, звеньевая колхоза имени 131-го Таращанского полка Довбышского района Житомирской области, Герой Социалистического Труда (1950).

## Биография
Работала звеньевой по выращиванию льна-долгунца в колхозе им. 131-го Таращанского полка (позже им. Ленина) села Великий Луг, Красноармейского района Житомирской области.

### Семья
Муж — Иван Максимович, пять детей — дочки: Рая, Лена, Мария, Зоя и сын Николай, а также 11 внуков и 2 правнука.

## Награды
- Герой Социалистического Труда — указом Президиума Верховного Совета СССР от 7 июня 1950 года
- Орден Ленина